# Vetrișoaia
Vetrişoaia é uma comuna romena localizada no distrito de Vaslui, na região de Moldávia. A comuna possui uma área de 75.18 km² e sua população era de 3440 habitantes segundo o censo de 2007.